# 托雷西利亚德亚尔卡尼伊斯
托雷西利亚德亚尔卡尼伊斯，是西班牙阿拉贡自治区特鲁埃尔省的一个市镇。总面积27平方公里，总人口439人（2001年），人口密度16人/平方公里。